# Voli Geiler
Voli Geiler, geboren als Lotte Geiler (Winterthur, 18 november 1915 - Zürich, 11 november 1992), was een Zwitserse actrice.

## Biografie

### Afkomst en opleiding
Voli Geiler was een dochter van Walter Geiler. Ze volgde les in de haute couture, aan een dans- en theaterschool en aan het Rudolf von Laban-theater in Zürich.

### Carrière
Geiler was lid van de kabaretten Bäretatze in Bern (1936) en Cornichon in Zürich (1938-1947). Van 1948 tot 1963 ging vormde ze een artistiek duo met Walter Morath. Tot 1991 verscheen ze op het podium, op de radio en op de televisie. Ze speelde met name in de films Verena Stadler (1940) van Hermann Haller, Sie und Er (1955) van Georges Alexath en Der Teufel hat gut lachen (1960) van Kurt Früh. In 1986 speelde ze de hoofdrol in Der Besuch der alten Dame van Friedrich Dürrenmatt en in 1991 verscheen ze opnieuw in La fille du régiment van Gaetano Donizetti.

## Filmografie
- Gemeinsame Normdatei: 118690078
- Historisch woordenboek van Zwitserland: 009477
- International Standard Name Identifier: 0000 0000 1372 3946
- MusicBrainz: 5b036f41-f554-49cc-8c49-975513421c31
- Theaterlexikon der Schweiz: Voli_Geiler
- Virtual International Authority File: 32790738